# Arsenale di Venezia

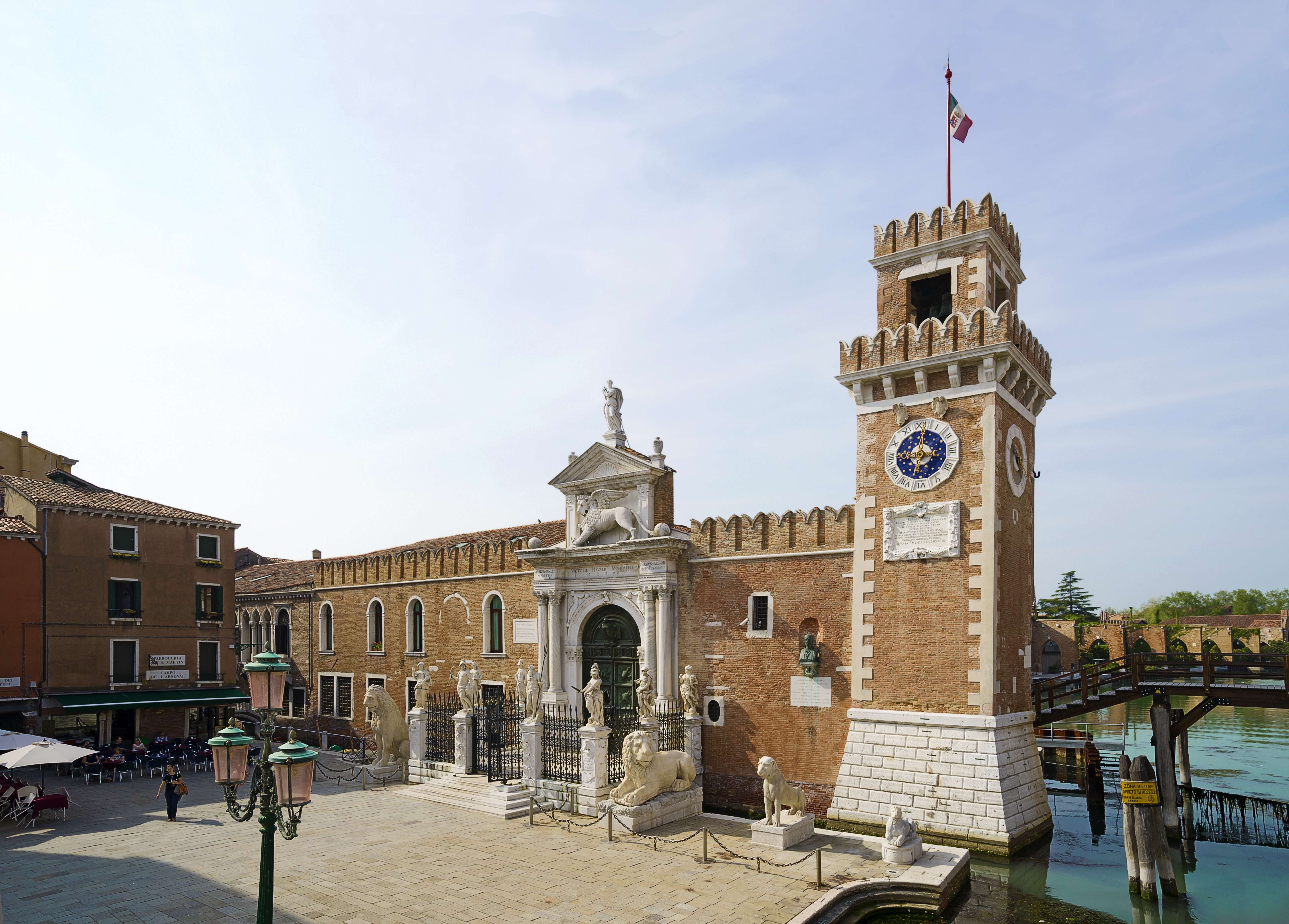
L'ingresso dell'arsenale di Venezia (porta di Terra)

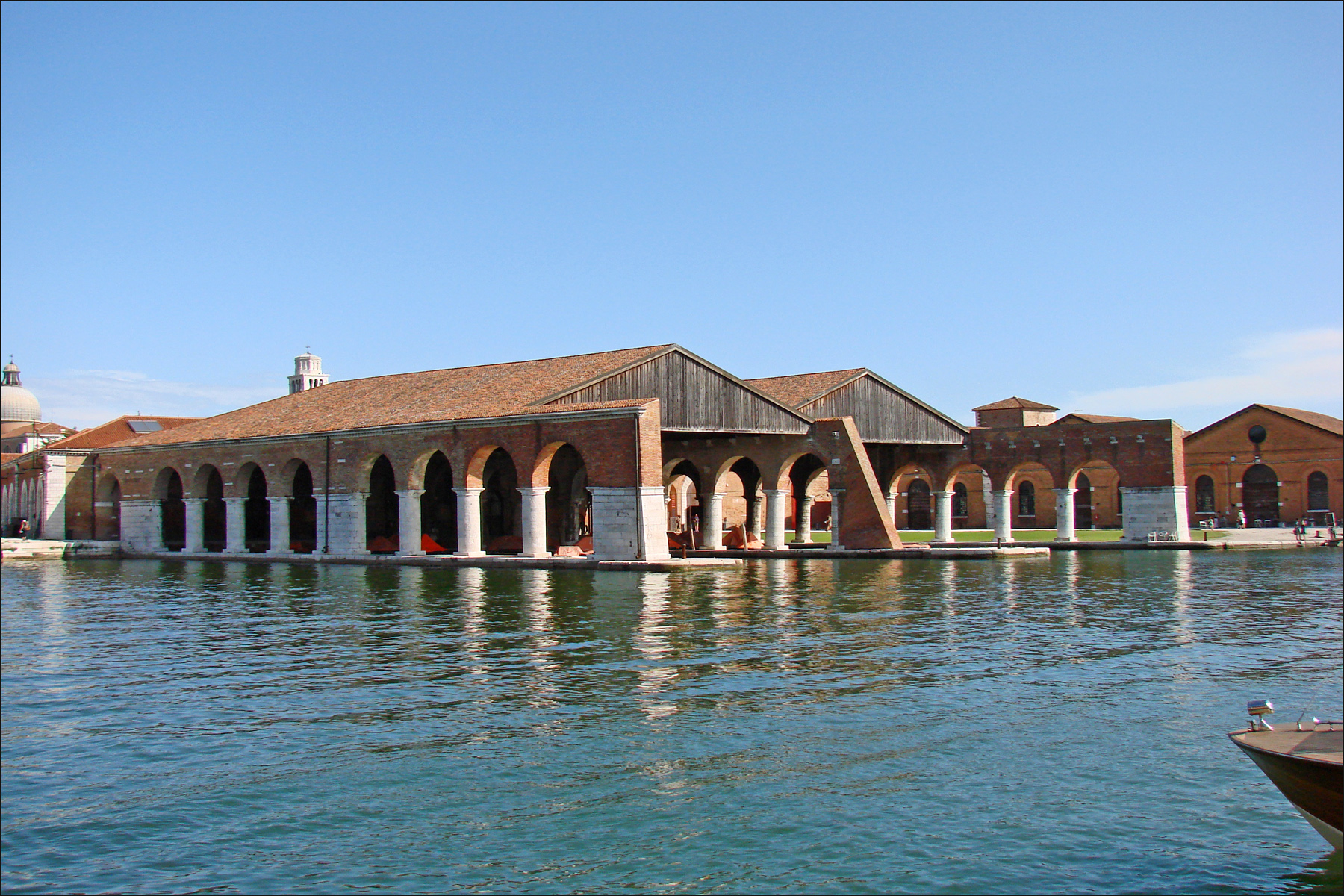
Veduta dell'Arsenale Vecchio con le Gaggiandre

L'Arsenale di Venezia è un antico complesso di cantieri navali e officine che costituisce una parte molto estesa della città insulare di Venezia, alla sua estremità orientale. Fu il cuore dell'industria navale veneziana a partire dal XII secolo ed è legato al periodo più florido della vita della Serenissima: grazie alle imponenti navi qui costruite, la Repubblica Veneta riuscì a contrastare gli ottomani nel Mar Egeo e a conquistare le rotte del Nord Europa.
Circondato da 3 km di mura merlate in mattoni rossi, ha impiegato un massimo di 16.000 persone all'apice del suo funzionamento e può essere considerato, per le sue dimensioni, la sua età e l'ingegnosità della sua progettazione e del suo funzionamento (vi si realizzarono navi in catena di montaggio sin dal XVI secolo) come uno dei primi veri complessi industriali d'Europa.
Il complesso dell'Arsenale costituisce l'unico esempio di cantiere navale e fabbrica d'armi che ha sempre mantenuto la stessa natura e la stessa funzione, per sette secoli, anche dopo il declino della Repubblica di Venezia. La proprietà della maggior parte dell'Arsenale è, dal 2013, passata al Comune di Venezia, mentre la parte residua rimane alla Marina Militare Italiana, presente nell'area con il suo Istituto di studi militari marittimi e il Museo storico navale. Circa un quarto del grande complesso è utilizzato dalla Biennale di Venezia per le sue esposizioni d'arte contemporanea.

## Etimologia
L'etimo di lingua italiana "arsenale" deriva dall'arabo daras-sina'ah, cioè "casa d'industria", "casa del mestiere". Il termine, noto ai marciani tramite i loro frequenti contatti commerciali con il mondo musulmano, sarebbe passato al dialetto veneziano come "darzanà", poi corrotto nel tempo nella forma "arzanà", citata anche da Dante Alighieri nell'Inferno, quindi, attraverso "arzanàl" e "arsenàl", alla forma finale italiana di "arsenale".
La forma "darzanà", poi "dàrsena", è invece rimasta a indicare gli specchi d'acqua interni dell'arsenale; da tale uso è derivato il significato odierno dell'etimo "darsena".

## Descrizione

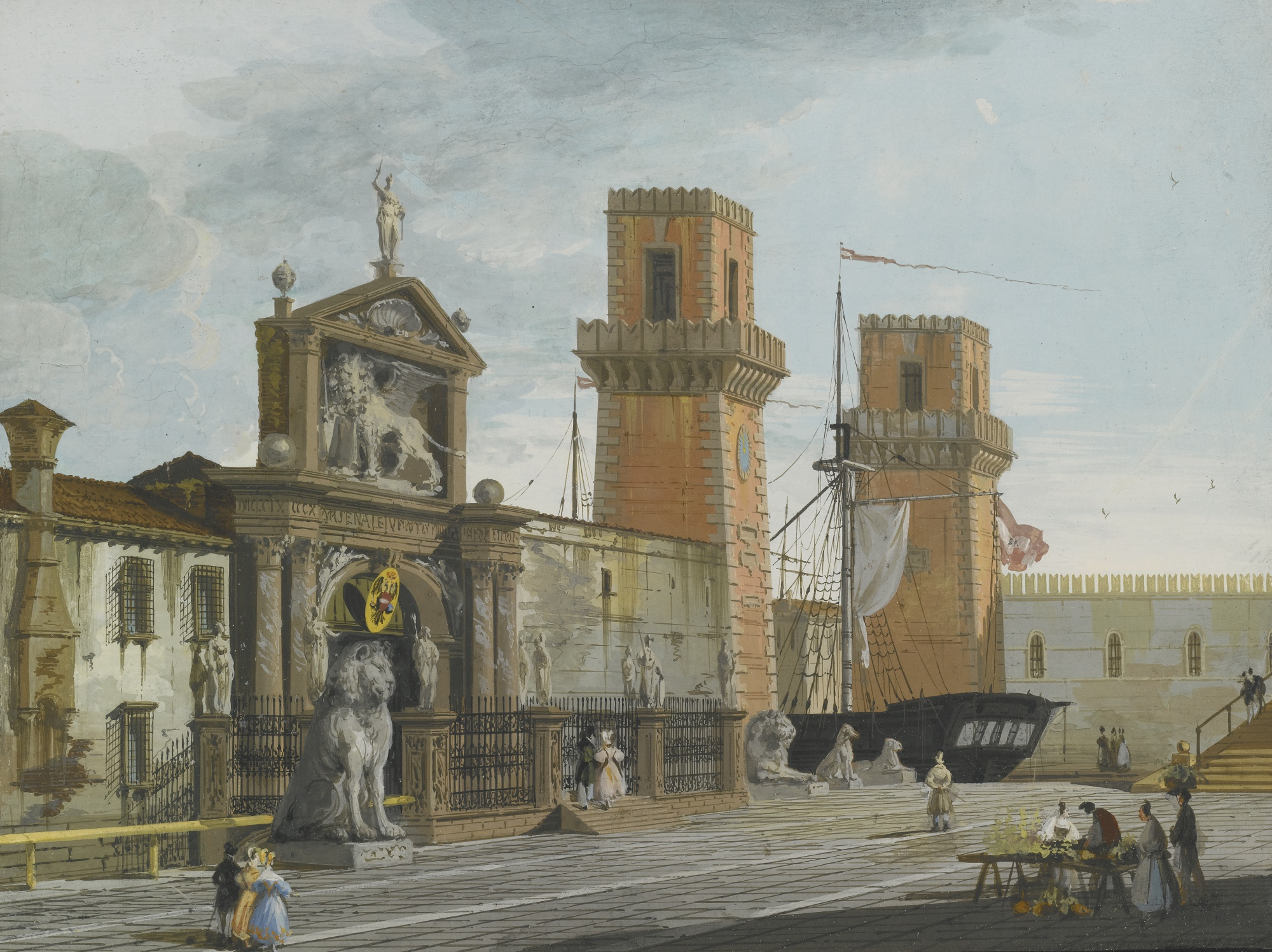
L'Arsenale nel 1835, dipinto di Giuseppe Bernardino Bison.

L'Arsenale di Venezia fu uno dei primi arsenali marittimi mai realizzati in Italia. Prima del Medioevo e dell'emergere delle repubbliche marinare, l'unico arsenale navale stabile costruito nella Penisola era stato l'arsenale greco di Siracusa. I romani infatti non avevano veri e propri arsenali marittimi stabili, in quanto costruivano la flotta solo in caso di necessità: vi erano solo due navalia sulla riva del Tevere, uno nel Campo Marzio e l'altro ai piedi dell'Aventino.
Grazie alla propria organizzazione, l'arsenale di Venezia ha anticipato di alcuni secoli il concetto moderno di fabbrica, intesa come complesso produttivo in cui maestranze specializzate eseguono in successione le singole operazioni di assemblaggio di un manufatto, lungo una catena di montaggio e utilizzando componenti standard. Rappresenta l'esempio più importante di grande complesso produttivo a struttura accentrata dell'economia pre-industriale.
La superficie dell'Arsenale si estende su un'area di 48 ettari (il 15% della superficie della città). Nel dettaglio: dei complessivi 478000 m², 136380 m² sono di aree coperte, 224 620 di aree scoperte e 117000 m² di bacini. Vi operava una corporazione di operai-militari deputati all'uopo, i c.d. "arsenalotti", il cui numero raggiunse, nei periodi di piena attività produttiva, la quota media giornaliera di 1500-2000 unità (con un picco di 4500-5000 iscritti al Libro delle maestranze), cioè dal 2% fino al 5% dell'intera popolazione cittadina dell'epoca (circa 100 000 abitanti).

## Storia

### Origini
(Dante Alighieri, Divina Commedia, Inferno, XXI, vv. 7-18)

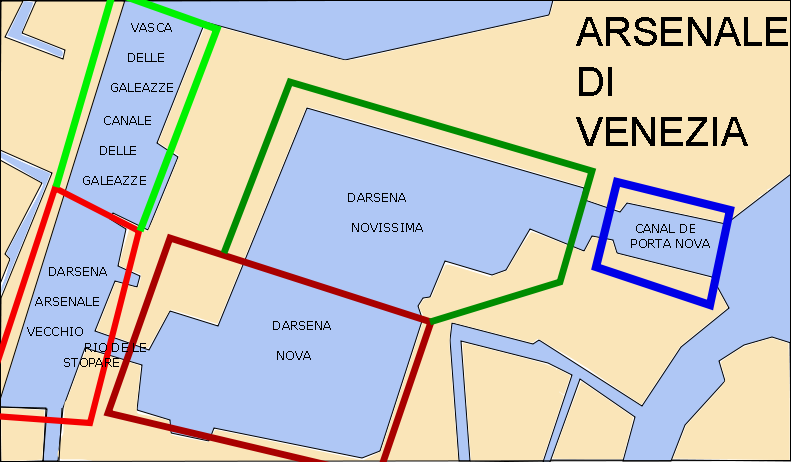
Planimetria dei bacini dell'Arsenale con le loro fasi di ampliamento, a partire dall'Arsenale Vecchio, l'Arsenale Nuovo (1305), l'Arsenale Nuovissimo (1473), canale delle Galeazze (1564) e canale di Porta Nova (1810).

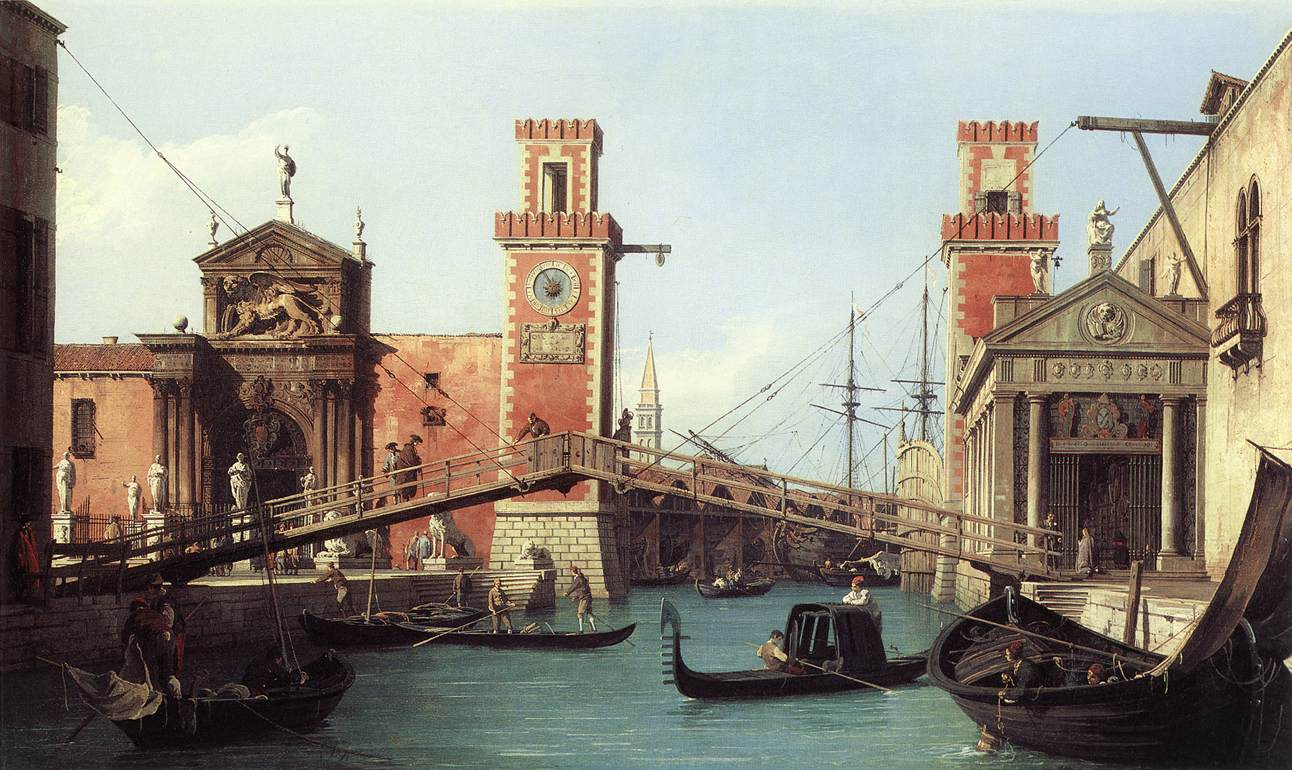
L'entrata dell'arsenale dipinta da Canaletto, 1732

L'arsenale di Venezia fu costruito per l'esigenza di dare maggiore sviluppo alla cantieristica, un'attività strategica per la Serenissima, potenza marinara destinata a controllare parte del Mediterraneo. L'ubicazione dell'area dell'arsenale, compresa tra le zone conventuali di San Pietro di Castello e la parrocchia di San Giovanni in Bragora (Darsena Vecchia), fu decisa sia per la disponibilità di un grande spazio acquatico in prossimità del bacino di San Marco (lago del monastero di San Daniele) sia perché nei pressi si trovava il punto di arrivo delle zattere che dai boschi del Cadore e del Montello, utilizzando le acque primaverili del fiume Piave, trasportavano a Venezia il legname necessario. Non esiste una data precisa di fondazione: la notizia, spesso riportata, che lo vuole fondato ai primi del XII secolo, nel 1104 (subito dopo la prima crociata), dal doge Ordelafo Faliero è derivata da una medaglia commemorativa falsa realizzata nel XIX secolo.

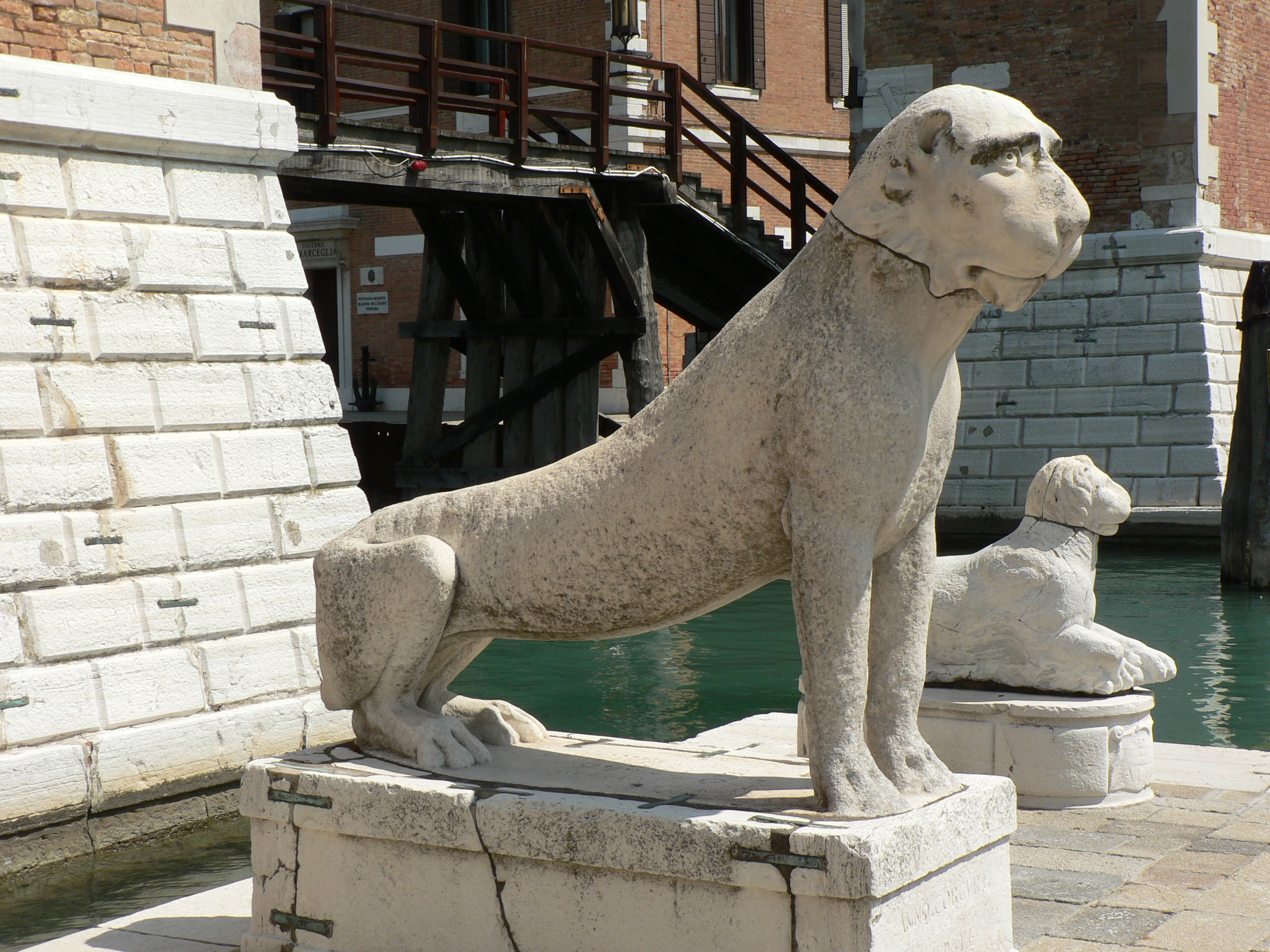
Il leone arcaico proveniente da Delo, con testa non pertinente, presso l'ingresso monumentale dell'arsenale, bottino di guerra del Morosini.

Il primo nucleo dell'Arsenale Vecchio si fa comunque risalire alla seconda metà del XII secolo; la prima documentazione risale al 1220, con la mappa della Chronologia Magna, che testimonia che il complesso, cinto da mura merlate, era costituito da due file di squeri (cantieri coperti) ai lati della Darsena Vecchia, comunicante col bacino di San Marco solo attraverso uno stretto canale. Le ridotte dimensioni del complesso nel Duecento erano proporzionali alle esigenze della città dell'epoca: la manutenzione stagionale di una piccola squadra navale, una riserva di legname (costruita nel 1265) e di canapa, un deposito per utensili e armi del 1278.
Il primo ampliamento dell'Arsenale Vecchio ebbe luogo negli anni che vanno dal 1225 al 1304 circa, con l'aggiunta di un'area a est del perimetro fortificato. Vennero inoltre edificati i palazzi dell'Inferno, del Purgatorio e del Paradiso (ristrutturati nel XV secolo) che erano le residenze dei membri del Reggimento dell'Arsenale, l'organo istituzionale che aveva il compito di governare e sorvegliare il complesso, costituito da tre patrizi veneziani che rimanevano in carica 32 mesi.
In seguito, tra il 1304 e il 1322 circa, fu costruita la prima fabbrica delle Corderie della Tana (Casa del canevo) per la produzione di cordami e il Volto del Bucintoro sulla darsena Vecchia.
Nell'area detta Tana le corderie, più volte ricostruite, venivano prodotte a livello industriale le funi navali, bene prezioso nell'antichità, al più basso costo possibile, con il vantaggio di rimanere indipendenti da terzi in caso di guerra. La materia prima (la canapa, usata anche per il calafataggio degli scafi) proveniva prevalentemente dalla foce del fiume Don, sul mar d'Azov, dove i veneziani avevano stretto importanti accordi commerciali.
Il sistema garantiva l'assenza di scarti: le corde uscivano dalla corderia attraverso dei fori, per poi essere tagliate della misura richiesta, anziché essere confezionate in lunghezze standard. Ciò garantiva un buon risparmio alla Repubblica e contemporaneamente consentiva di vendere alle navi straniere in transito le funi a un prezzo inferiore a quello dei concorrenti.

### Ampliamenti dal Trecento al Cinquecento

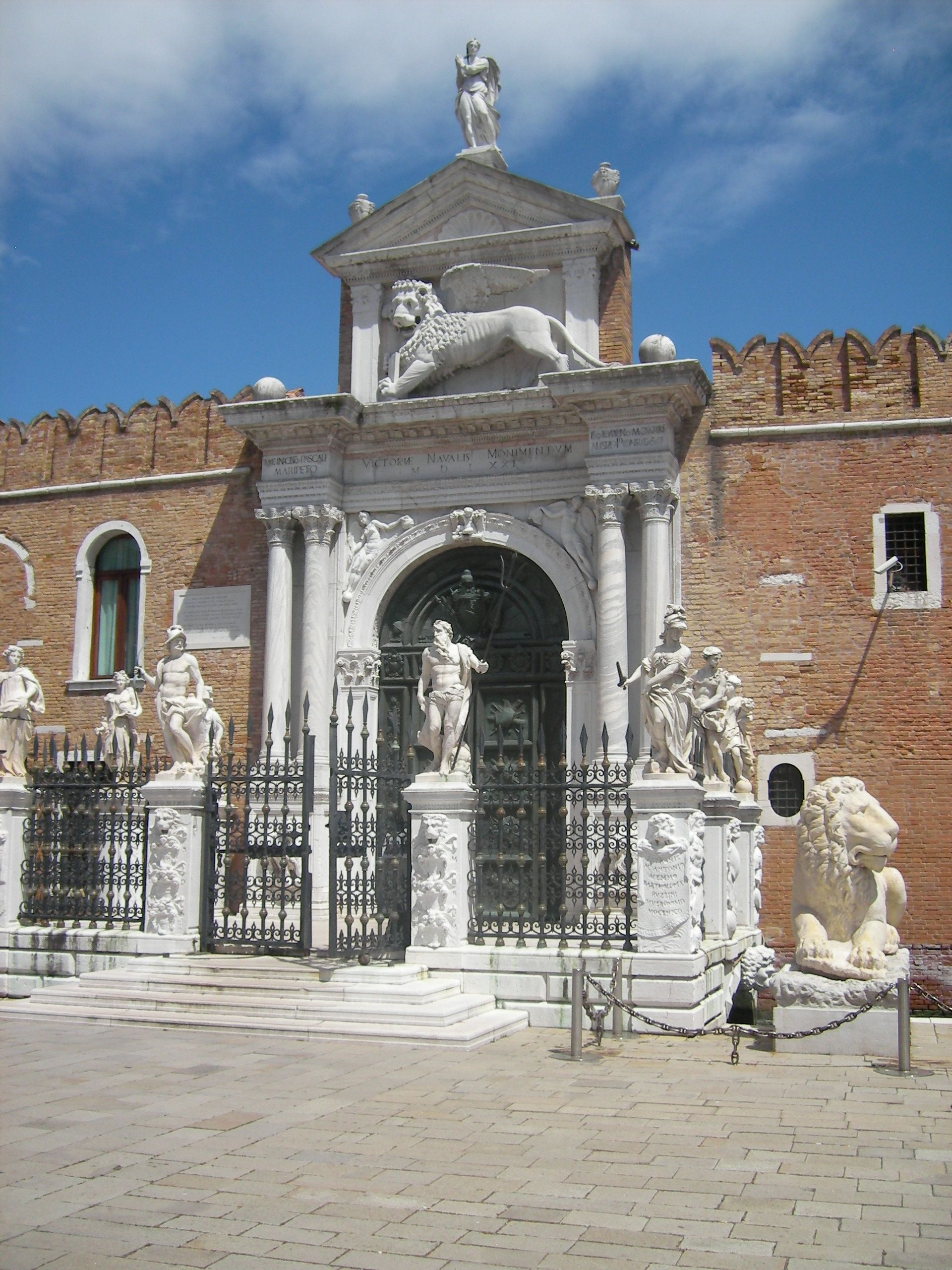
La Porta di terra.

In questi tre secoli, sempre circondato da un alone di segretezza, l'arsenale produsse le galee e, a partire dalla prima metà del XVI secolo, le grandi galeazze, una versione ingrandita armata di batterie di artiglieria e di archibugi, che determinarono la vittoria della cristianità nella battaglia di Lepanto del 1571, e divenne il fulcro dello sviluppo veneziano. L'agile flotta di galee e galeazze, che costituivano in origine la forza navale della Repubblica, era detta Armata sottile, poi affiancata da un'Armata grossa di navi più grandi a sola vela (barze e galeoni), armate con cannoni di calibro maggiore, generalmente mercantili noleggiati dalla Repubblica.
Il secondo importante ampliamento del complesso dell'arsenale si ebbe nel 1325-26, in seguito alle aumentate esigenze navali della città: fu aggiunto assieme ad alcuni terreni paludosi (barenosi) il "lago di San Daniele" (annesso all'omonimo monastero a est dell'arsenale) e costruito l'Arsenale Nuovo (la Darsena Nuova), raggiungendo così un'estensione di 138.600 mq. Fu aggiunto lo Stradal de Campagna (fascia meridionale della darsena nuova di raccordo) sulla quale sorsero le officine dei remi, oltre ai depositi per pece, cavi, sartiame, legnami, chiodi, ancore e catene. Nello stesso periodo venne aperto un nuovo canale di collegamento tra la Darsena Vecchia e la Darsena Nuova, il rio delle Stoppare; il perimetro delle mura dell'Arsenale Vecchio fu ampliato verso ovest nel 1329. Nel 1344 furono completati alcuni cantieri sulla riva settentrionale della Darsena Nuova, nella zona cinta da mura chiamata Isolotto.
In seguito, tra il 1377 e il 1440, furono costruite la Casa della polvere, provvista di macina, nell'area della Campagna e le due torri di controllo all'accesso d'acqua per la parte pubblica del cantiere, tali torri avevano anche la funzione di gru per imbarcare sulle galee i carichi più pesanti. Le Fonderie furono edificate intorno al 1390. Nel 1440 si verificò un grave incidente: la Casa della polvere esplose, provocando ingenti danni agli edifici dell'Arsenale Nuovo e rendendo necessario l'avvio di una nuova fase di lavori: tra il 1443 e il 1449 furono ricostruite case e botteghe nell'area della Campagna ed edificati nuovi squeri sulla riva meridionale dell'Arsenale Nuovo.
Dopo la caduta di Costantinopoli (1453) e la conseguente minaccia costituita dalla flotta ottomana nel Mediterraneo orientale, l'arsenale subì importanti lavori di potenziamento bellico e delle strutture produttive; per ricordare tali lavori fu eretta la monumentale porta di Terra (porta da tera) o porta Magna. Il portale, costruito tra il 1457 e il 1460 sul modello degli archi di trionfo romani, divenne il primo esempio di architettura rinascimentale nella città.
I cantieri a ovest della Darsena Vecchia furono restaurati e ricostruiti tra il 1453 e il 1456; nel 1456-58 furono aggiunte due tettoie per cantieri acquatici, dette "volti d'acqua", e una serie di "volti da terra" contigui, allineati sulla riva sud della Darsena Nuova, raffigurati in una veduta prospettica di Jacopo de' Barbari; attorno al 1460 venne anche avviata la costruzione del primo nucleo originario delle sale d'armi e dell'officina dell'artiglieria nello Stradal de Campagna.

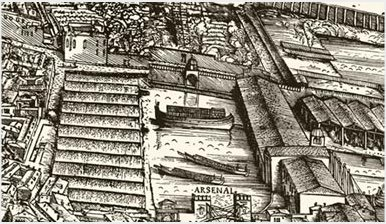
Dettaglio della veduta prospettica di Venezia di Jacopo de' Barbari (1500) dell'area dell'Arsenale Vecchio col Bucintoro.

A partire dal 1473 e per un secolo fino al 1573 avvenne la terza grande fase di sviluppo dell'arsenale, nella quale furono apportati gli ultimi ampliamenti accorpando vari terreni paludosi circostanti, con la realizzazione di residenze esterne per i lavoratori, di forni pubblici e di magazzini per i cereali (la Darsena Nuovissima) e delle galeazze, il che portò l'arsenale a coprire una superficie di quasi 24 ettari. Di particolare interesse per i suoi caratteri architettonici è lo Squero delle Gaggiandre, eretto nel 1573 e attribuito a Jacopo Sansovino.
Le fondazioni per la Darsena Nuovissima furono completate (secondo la veduta prospettica di Jacopo de' Barbari) nel 1476-80 e attorno al 1508 in quel luogo ebbe inizio la costruzione di cantieri e tettoie, ultimati attorno al 1545. Nel 1516 furono aperti i canali di collegamento delle seghe tra la Darsena Nuova con la Nuovissima e del Bucintoro tra la Darsena Vecchia e la Nuova.

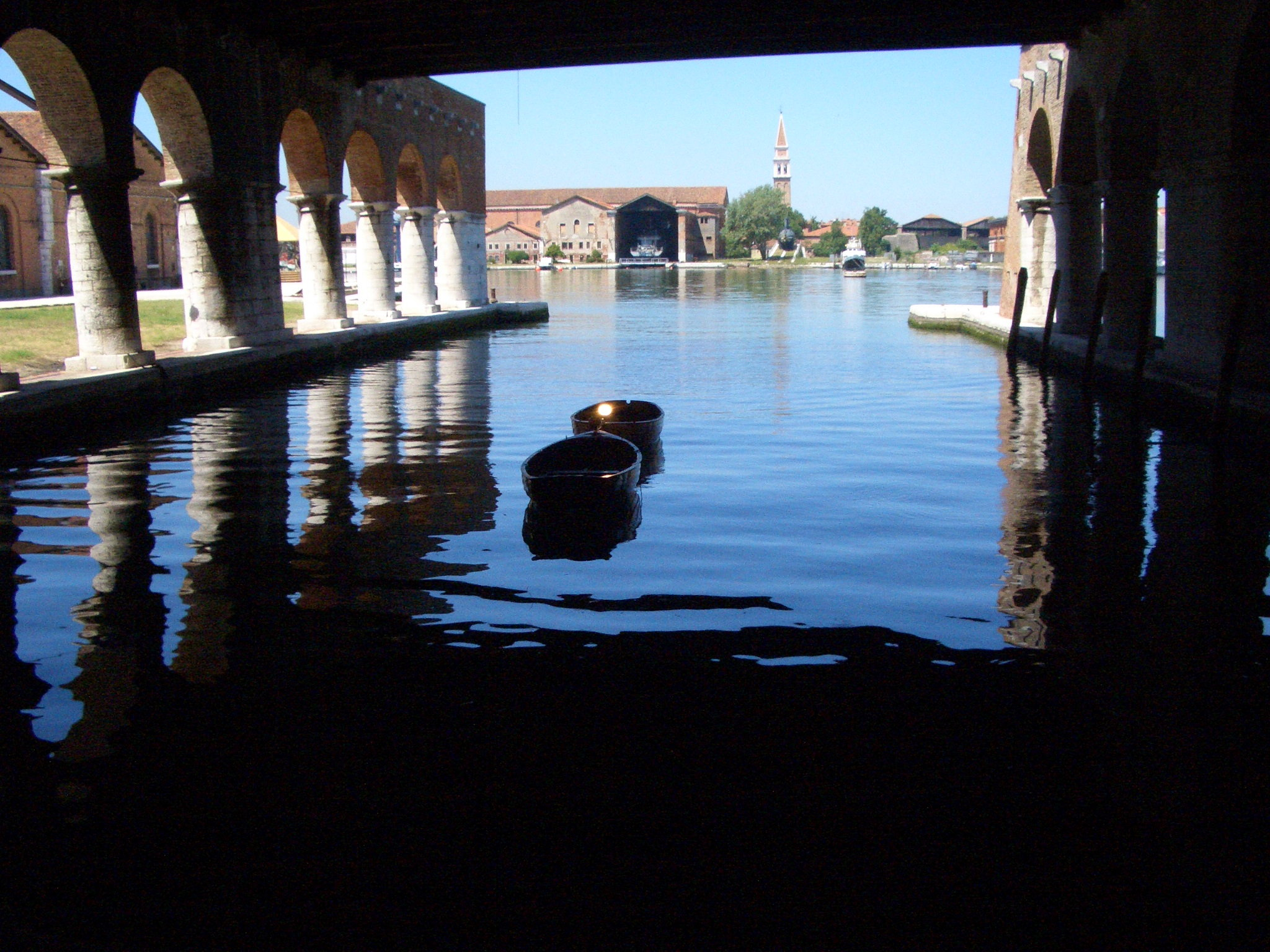
Bacino di carenaggio delle Gaggiandre, attribuite a Jacopo Sansovino.

Dopo la guerra della Lega di Cambrai e della Lega Santa (1508 - 1516), al fine del potenziamento bellico, dal 1518 riprese l'attività di costruzione nell'area dell'Arsenale Nuovissimo; per potenziare la lavorazione del ferro e la produzione di artiglieria in bronzo, tra il 1524 e il 1526 furono costruite nuove fonderie, accanto alla grande fabbrica delle corderie; le fonderie erano distribuite in cinque edifici separati tra loro da uno stretto passaggio per evitare la propagazione del fuoco in caso di scoppio e incendio; il più grande dei forni a riverbero poteva fondere alcune tonnellate di metallo.
Tra il 1525 e il 1528 furono completati i cantieri del braccio occidentale della darsena detto Novissimetta; nel 1528 si diede avvio all'edificazione della cinta muraria e delle torri di guardia della parte settentrionale dell'arsenale.
Negli anni tra il 1535 e il 1540 si colloca la quarta fase di espansione dell'arsenale, attraverso l'appropriazione di un'area di proprietà del convento della Celestia, all'estremità nord-occidentale dell'Arsenale Nuovissimo, collocandovi le attività legate alla lavorazione e allo stoccaggio della polvere da sparo; l'area fu collegata all'Arsenale Vecchio nel 1564, dopo avere acquisito altri terreni dallo stesso convento, che portarono la già ampia area dedicata alle polveri da 5000 a 7800 m² complessivi.
Intorno al 1555-56 fu innalzata una nuova facciata per il Volto del Bucintoro, ampliando lo squero per ospitare l'omonima imbarcazione cerimoniale, ricostruita tra il 1525 e il 1526.
Tra 1561 e 1564 fu edificata, a ridosso delle mura che danno sul Rio di San Daniele, l'officina dell'Artiglieria - un edificio lungo circa 180 m, ancora esistente - e ristrutturate le sale d'armi quattrocentesche. La stretta collaborazione tra artiglieri, fonditori e fabbricanti di polveri, dentro e fuori l'arsenale, contribuì all'affermazione dell'industria bellica veneziana, ai primi posti in Europa per quasi due secoli, con l'invenzione di armi letali quali mortai a tiro curvo, enormi bombarde da assedio, colubrine, falconi e falconetti da battaglia. Un decreto della Commissione dei Dieci e del Provveditore alle artiglierie del 1565 fa esplicito riferimento alla presenza di "fabbriche d'artiglieria" distribuite in vari magazzini nell'arsenale.

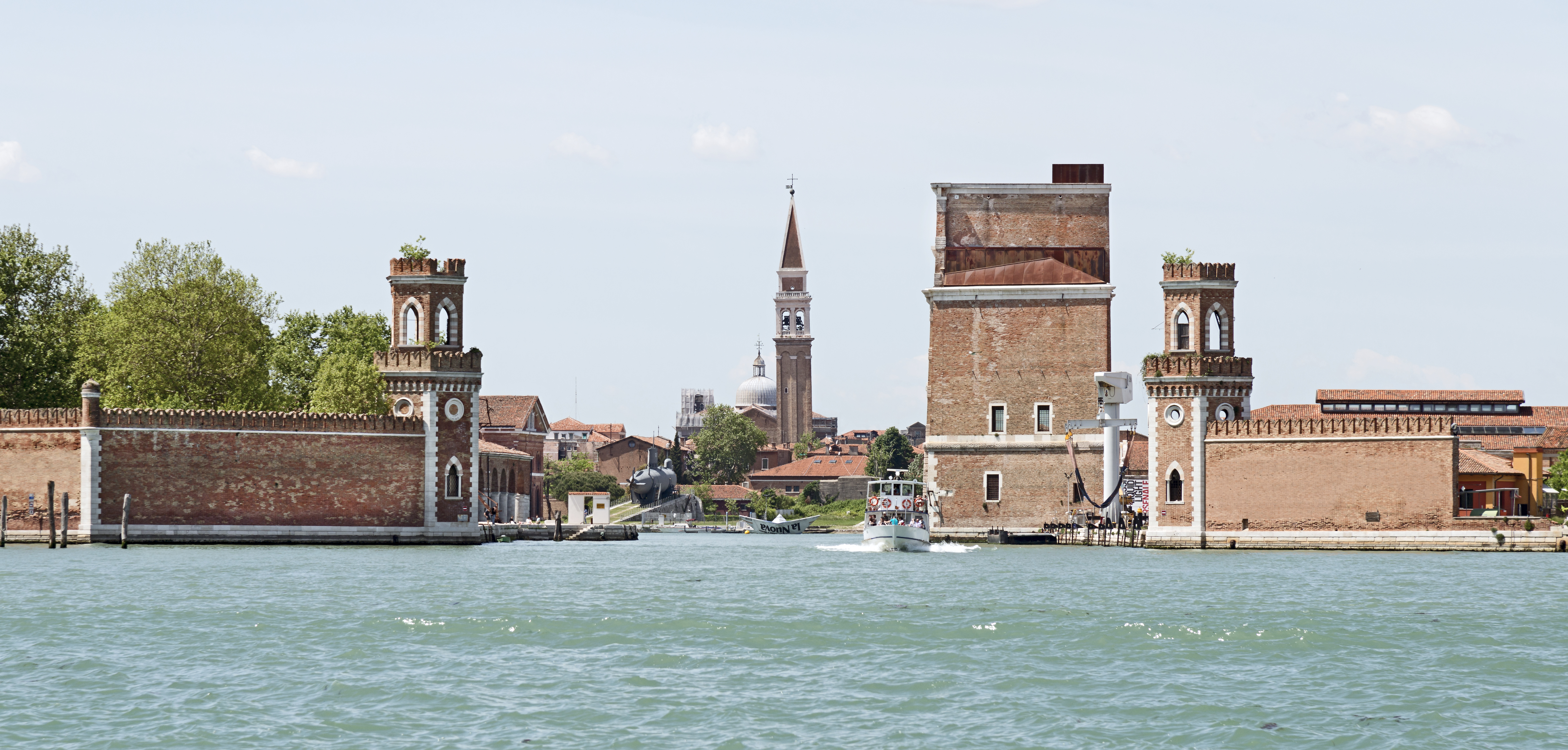
L'accesso dal canale di Porta Nova con le torri.

Tra il 1566 e il 1573 fu condotta l'ultima fase di ripresa dei lavori nell'Arsenale Nuovissimo, con nuovi cantieri coperti nell'Isolotto e due ampi cantieri acquatici ("volti d'acqua") alle canne o Gaggiandre (1573); tra il 1566 e 1568 circa fu costruito il tezon delle sieghe e dei legnami rivolto a ovest, verso il canale delle Galeazze e accanto alla Novissimetta, dove è collocato l'edificio degli Squadratori, affacciato su un piccolo bacino per la conservazione del legno di rovere. Nel 1569 si verificò una potente esplosione delle polveri nell'area della Celestia, provocando ingenti danni alla cerchia muraria, ad alcuni edifici dei cantieri e al convento della Celestia. Risale allo stesso periodo un quinto ampliamento, con lo scavo della darsena delle galeazze, cantieri coperti per la costruzione di questo nuovo genere di vascello da battaglia, che si rivelò determinante per ottenere la vittoria durante la battaglia di Lepanto del 1571.
Risale al 1577 l'edificazione del tempietto della Madonna dell'Arsenale, addossato alla torre orientale della porta d'acqua dell'Arsenale e demolito nel 1809; tra il 1579 e il 1785 circa l'architetto Antonio da Ponte ricostruì l'edificio delle Corderie; nel 1591 fu realizzato il portale di accesso monumentale alle sale d'armi e all'officina dell'Artiglieria che chiude lo Stradal de Campagna.

### Evoluzione dell'arsenale nel XVII e XVIII secolo

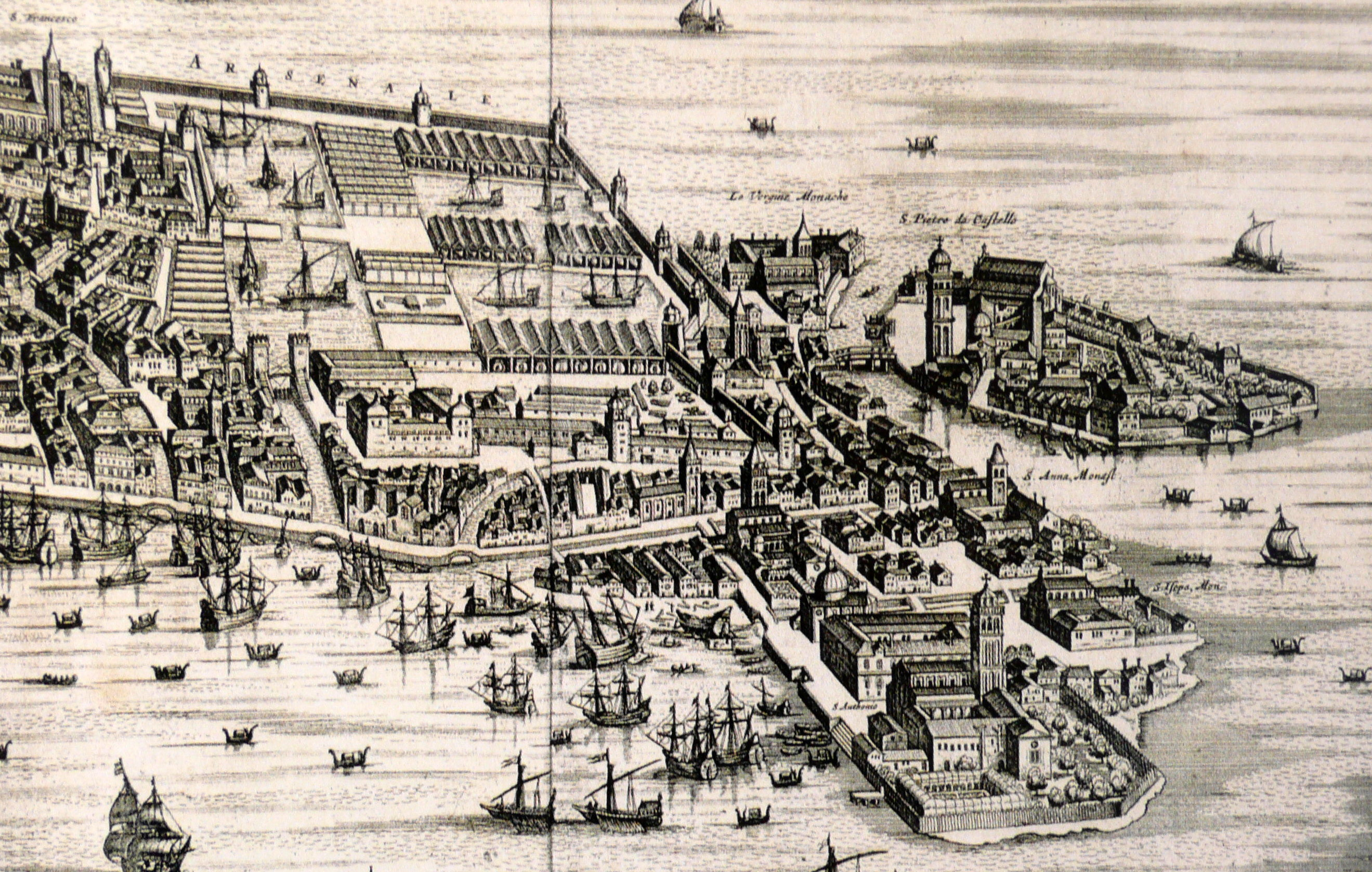
Veduta dell'Arsenale del 1724

Nel corso del XVII secolo avvenne una importante trasformazione della tecnica navale, cui l'Arsenale reagì adattando gradualmente le proprie strutture: il sistema dei fondali delle darsene e dei canali fu infatti rivisto in funzione delle rinnovate esigenze costruttive. Il primo varo di un vascello da guerra di tipo nordeuropeo avvenne nel 1667.
Tra il 1684 e il 1745 le coperture dei cantieri sulla sponda occidentale dell'Arsenale Nuovissimo e di quelli della Novissimetta furono rialzate, in funzione della costruzione di nuovi grandi vascelli. Tra il 1686 e il 1692 il rio e l'ingresso dell'Arsenale furono ampliati per agevolare il passaggio delle imbarcazioni, demolendo e ricostruendo le due torri duecentesche. Le maestranze dell'Arsenale erano così ambite che lo zar di Russia Pietro I Il grande chiese al Doge l'invio di diversi tecnici per la costruzione delle Galee in preparazione per la guerra Russo-Turca per il mare di Azov.
Intorno al 1750 fu realizzato su progetto di Giuseppe Scalfarotto l'edificio degli Squadratori, sulla sponda orientale del canale delle Galeazze; nel 1778 all'interno di in uno dei cantieri adiacenti l'edificio fu costruita la Sala dei modelli, progettata da Gian Maria Maffioletti, fondatore e direttore della scuola di architettura navale con Simone Stratico, realtà unica nell'Europa sette-ottocentesca.
Anche se il predominio navale veneziano era ormai tramontato, l'Arsenale rimaneva una realtà molto importante, anche per l'indotto. Il rifornimento della canapa, indispensabile per il cordame, aveva fatto nascere soprattutto in Emilia un intero ciclo produttivo dalla coltivazione alle successive fasi di dimensioni industriali.

### Occupazione francese e austriaca

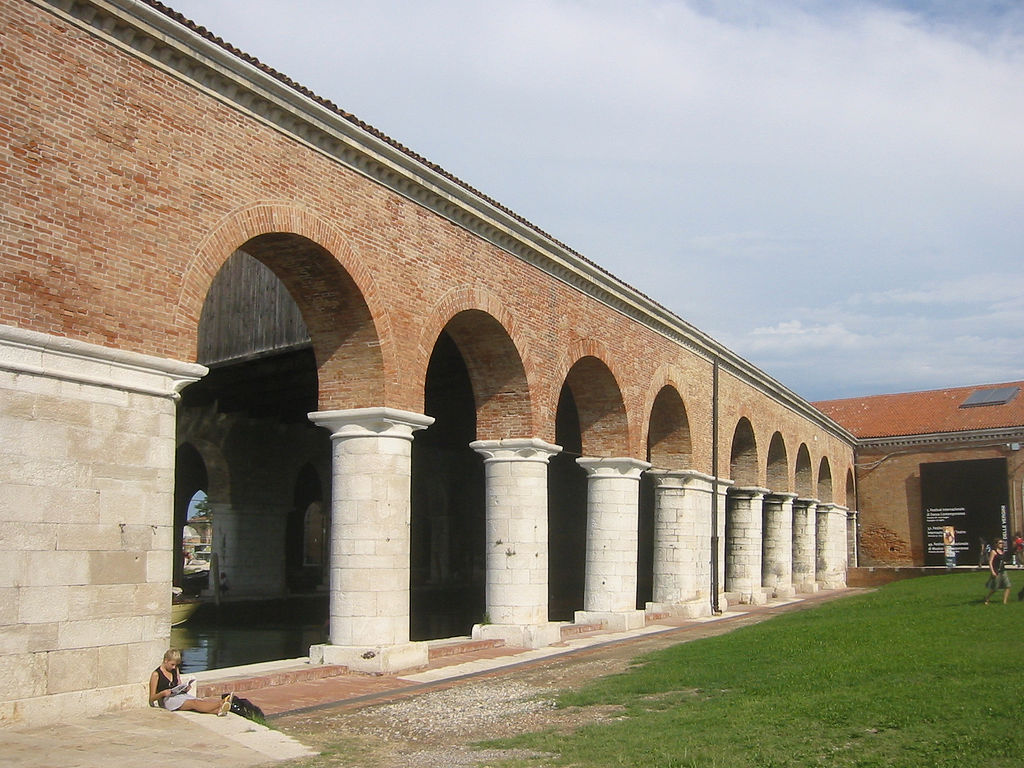
L'esterno delle Gaggiandre

Con il trattato di Campoformio (1797) che poneva fine alla Repubblica Veneta, le truppe francesi entrarono in città e saccheggiarono l'Arsenale, asportando i cannoni del parco artiglierie e le armi per trasferirli in Francia. I cannoni, le armature più belle e le armi da fuoco vennero spedite Oltralpe, mentre le altre vennero fuse. Si fusero oltre 5.000 cannoni facenti parte dell'armeria - museo, dove erano ospitate le armi antiche, i cannoni, le glorie militari e le pietraie in ferro e in rame che erano il vanto dell'Arsenale e frutto delle vittorie della Repubblica nel corso di secoli. Presso Les Invalides, si ospita il celebre Musée de l'Armée, tra i più grandi musei d'arte e di storia militare del mondo, che espone un cannone in bronzo di fattura veneziana, da 36 libre non destinato ad uso militare, fuso dalla Serenissima per celebrare l'alleanza tra il regno di Danimarca e di Norvegia e la Repubblica di Venezia, i cui emblemi sono posti ad ornamento dell'arma stessa. Il cannone in questione porta la data di fusione, Anno Salutis. MDCCVIII, ed è stato prelevato durante le spoliazioni napoleoniche. Nel periodo della prima occupazione francese, durata fino all'anno successivo, Napoleone mise fuori uso tutte le navi presenti nell'arsenale, tranne quelle che avrebbero preso parte alla guerra assieme alla flotta francese, e licenziò tutti i 2000 arsenalotti; abolì inoltre ogni distinzione tra marina mercantile e marina da guerra, demilitarizzando così la flotta. Secondo la storica Mackay Quynn, il Bucintoro, nave ammiraglia varata nel 1728, fu bruciato per ottenere l'oro delle decorazioni con cui pagare l'esercito.

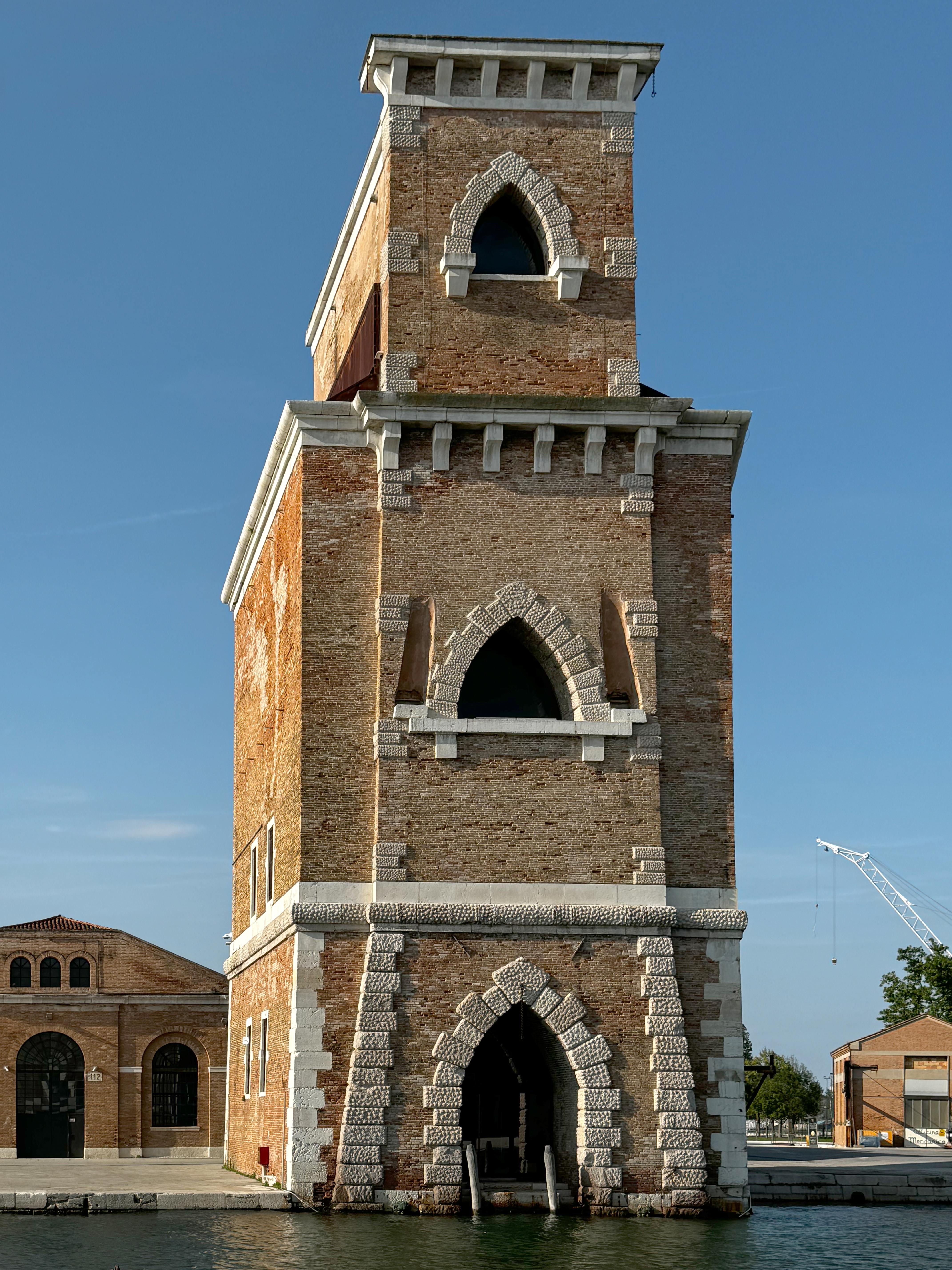
La torre di Porta Nuova edificata dai francesi.

Dietro disposizione dell'Ammiraglio Marchese Amilcare Paolucci delle Roncole, l'arsenale fu in parte riassestato tra il 1798 e il 1805, durante il primo governo austriaco, durante in quale le navi danneggiate furono riparate e venne riavviata la cantieristica.

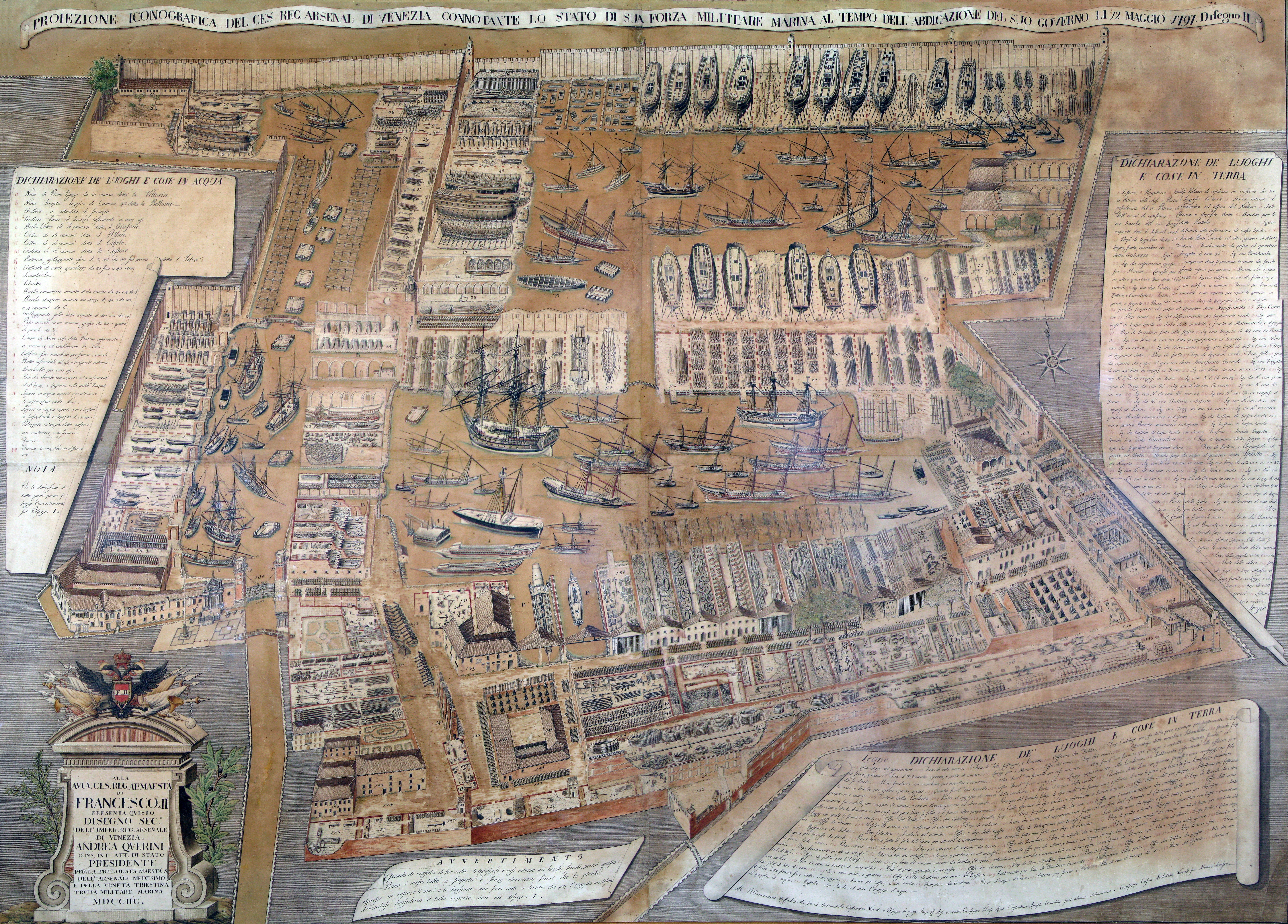
Veduta dell'Arsenale il 12 maggio 1797, appena prima dei furti napoleonici, stampa di Gianmaria Maffioletti.

Il successivo governo napoleonico del Regno d'Italia (1805-1814), di cui Venezia entrò a far parte, utilizzò l'Arsenale come la base navale principale della flotta imperiale nell'Adriatico, apportando varie modifiche sul piano strutturale per rimetterlo in attività e nell'ottica di aumentarne la produttività. I napoleonici mutarono radicalmente l'organizzazione dell'arsenale, per adattarlo al metodo francese di costruzione navale. Tra il 1806 e il 1810 furono demoliti i cantieri coperti dell'Isolotto, verso la Darsena Nuovissima, sostituendoli con quattro scali per la costruzione dei vascelli, e venne aperta la nuova porta d'acqua verso San Pietro di Castello.
Il sesto ampliamento dell'arsenale, nel 1810, fu condotto inglobando il complesso della Celestia e aprendo, a est dell'Arsenale Nuovissimo, il canale di Porta Nova, cui venne affiancata la torre omonima su progetto dell'ingegnere francese Pierre Lessan.
Nel 1814, con la caduta del Regno napoleonico d'Italia, Venezia e l'intero Veneto tornarono all'Impero d'Austria per i successivi cinquant'anni e l'Arsenale divenne il più importante della Marina imperiale austro-veneziana (Österreichische-Venezianische Kriegsmarine).
Nel 1819 fu collocato un cancello di chiusura del varco di Porta Nova e aggiunto un ponte mobile per collegare le Gaggiandre e la schiera della Nuovissima. Nel 1821 fu completata la cerchia fortificata nell'area della Celestia e nel 1824 fu chiuso il lato sud-occidentale del complesso con una nuova porzione di muro tra le officine dei remeri e le Fonderie.
In seguito ad alcuni cedimenti delle rive, tra il 1828 e il 1831 il Rio dell'Arsenale subì lavori di restauro; vennero inoltre bonificate le fondazioni delle due torri d'accesso e raddrizzata la torre orientale, che era stata indebolita dalla demolizione del 1809 del tempietto della Madonna; nel 1828 fu edificato l'ultimo tratto del muro perimetrale sul lato meridionale della chiesa della Celestia; a ridosso delle Fonderie fu edificato nel 1829 l'edificio del corpo di guardia della Tesoreria Marittima; gli edifici situati a sud dell'Arsenale Nuovo furono restaurati e riadattati come officine, laboratori e magazzini. Tra il 1835 e il 1836 fu edificata l'officina per i bottai e il laboratorio dei remeri a settentrione del vecchio muro di separazione dell'Arsenale Vecchio dalla Celestia; tra l'ultimo squero dell'Arsenale Vecchio e il muro a sud dell'officina dei bottai fu innalzata una torretta neogotica, su progetto di Giovanni Casoni.

### Regno d'Italia
L'ultimo grande sviluppo dell'Arsenale si colloca durante il Regno d'Italia, di cui Venezia era entrata a far parte nel 1866 in seguito alla terza guerra di indipendenza. Il Regno d'Italia voleva riproporre l'arsenale come importante base navale nell'alto Adriatico: Venezia era infatti stata scelta dal governo come base principale delle flotta adriatica a scapito di Ancona, sede precedente della marina adriatica.
Il settimo e penultimo ampliamento dell'arsenale si colloca tra il 1872 e il 1878, con importanti opere di trasformazione che modificarono l'aspetto e la funzionalità del complesso, secondo un progetto generale predisposto da Felice Martini.
Tra il 1872 e il 1879 furono costruite due tese del carbone nella zona dell'isola delle Vergini, inclusa nell'Arsenale interrando il rio della Guerra. Nel 1874 venne installata la gru Fairbairn a collo d'oca sul lato meridionale della Darsena grande. Nel 1874-75 i cantieri nella zona della Novissimetta e parte dell'edificio degli Squadratori furono demoliti per consentire la costruzione di due grandi scali scoperti; tra il 1876 e il 1880 l'Isolotto fu sbancato e i suoi cantieri demoliti. A seguito di vari progetti per consentire il varo delle moderne navi in ferro, furono scavate le strutture preesistenti fra la Darsena Nuova e la Nuovissima, unendo i due bacini e realizzando al loro posto l'attuale Darsena Grande. Contemporaneamente, per evitare la sommersione, il livello del terreno fu leggermente elevato (di circa 70 cm). Rilevante fu l'opera progettuale di Giuseppe Morando, allora direttore del Genio militare di Venezia.
Intorno al 1880 furono costruiti l'edificio dei Congegnatori aggiustatori, nello Stradal Campagna, e il nuovo comando della base navale, che prese il posto del fabbricato dei magazzini generali; avvenne inoltre la trasformazione in moderne officine e magazzini dei vecchi cantieri dell'area settentrionale della Nuovissima. Nel 1883 fu installata la grande gru idraulica Armstrong Mitchell da 160 tonnellate vicino ai cantieri dell'Isolotto. Intorno al 1900 nella schiera della Nuovissima fu edificata una banchina e quindi furono ridotti, abbassati e chiusi i fronti delle tese, trasformate in officine e depositi; inoltre nell'area dei bacini furono costruite le officine dei Lamierini. È degli anni 1910-15 lo scavo del terzo bacino di carenaggio per la costruzione di corazzate monocalibro.
L'ottavo e ultimo ampliamento dell'arsenale ebbe luogo nel 1916, con la realizzazione dell'area delle "Casermette", una serie di piccoli edifici in un triangolo di terra stretto fra le mura e la riva adibiti ad alloggi per sommergibilisti.
Nel 1920 un grande incendio nei fabbricati dell'Arsenale Vecchio distrusse completamente sei antiche tettoie del lato occidentale.
Durante la seconda guerra mondiale l'Arsenale fu occupato dalle truppe tedesche e vi furono realizzati numerosi bunker antiaerei in cemento armato.

### Dopo la Seconda Guerra Mondiale
Con la conclusione del secondo conflitto mondiale l'Arsenale si avviò a un lento declino, ormai incapace di soddisfare le enormi esigenze delle moderne forze navali, con un drastico ridimensionamento delle attività di cantieristica, fino al suo parziale abbandono. L'area dell'Arsenale è rimasta per decenni in gran parte preclusa all'uso civile, venendo utilizzata dalla Marina Militare solo parzialmente da quando, nel 1957, il comando del dipartimento militare marittimo dell'Alto Adriatico venne nuovamente trasferito ad Ancona. Dalla fine del XX secolo si è comunque cercato di ridare importanza all'Arsenale, inserendovi alcune attività culturali e ponendo il problema del suo recupero, in ogni caso problematico data la vastità dell'area. Alcuni ampi locali del complesso (Corderie, Artiglierie, Gaggiandre, Tese Cinquecentesche, Tese delle Vergini) sono stati devoluti dal 1999 alla Biennale di Venezia per le sue esposizioni d'arte contemporanea; rimangono inoltre alcune attività di piccola cantieristica e altre attività minori.
A partire dal 2000 il Provveditorato interregionale per le opere pubbliche del Triveneto ha condotto un programma di interventi per la messa in sicurezza e il restauro degli edifici della parte settentrionale dell'Arsenale. L'area delle Casermette, rimasta per molti anni una zona particolarmente degradata della città, è stata consegnata dalla Marina al Comune nel 2015 per realizzarvi il nuovo tribunale. Nel 2003 nacque, su iniziativa dell'Agenzia del demanio dello Stato italiano e del Comune di Venezia, La Società Arsenale spa con l'obiettivo di farlo rivivere, promuovendo, attivando e gestendo importanti progetti di valorizzazione. Nell'agosto 2012 il compendio costituente l'arsenale di Venezia, con esclusione delle porzioni utilizzate dal Ministero della Difesa per i suoi specifici compiti istituzionali, in ragione delle caratteristiche storiche e ambientali, è stato trasferito in proprietà al Comune di Venezia, con un vincolo che ne assicura l'inalienabilità e l'indivisibilità. Dal 6 febbraio 2013 la proprietà della maggior parte dell'area dell'Arsenale (il 59% pari a 274000 m²) è passata dal demanio al Comune di Venezia, che ha costituito l'Ufficio Arsenale per recuperare e rilanciare il Compendio Arsenale, escludendo la porzione rimasta proprietà della Marina Militare (41% dell'intera area pari a 194000 m², incluso lo specchio d'acqua interno).

## Galleria d'immagini

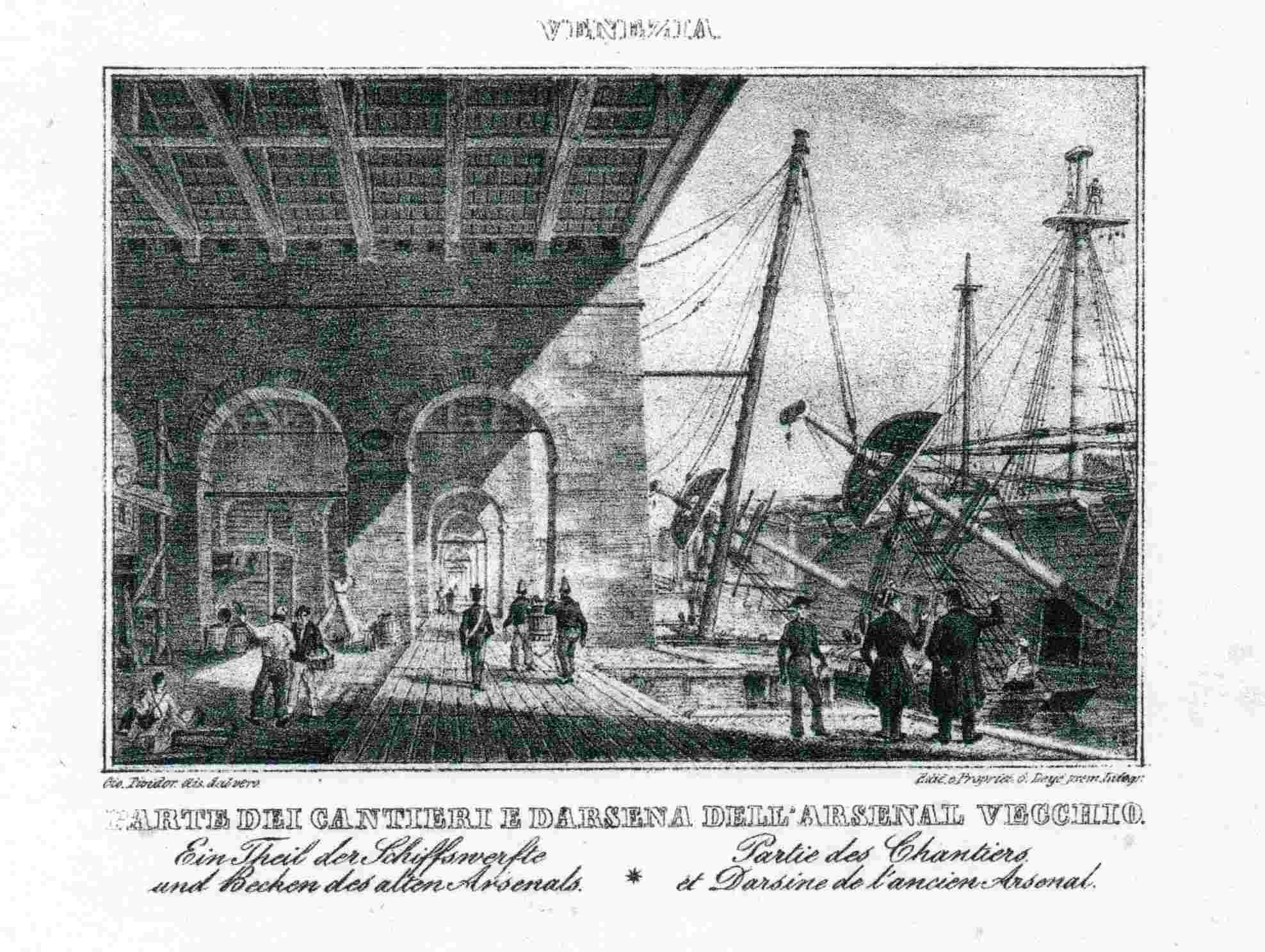
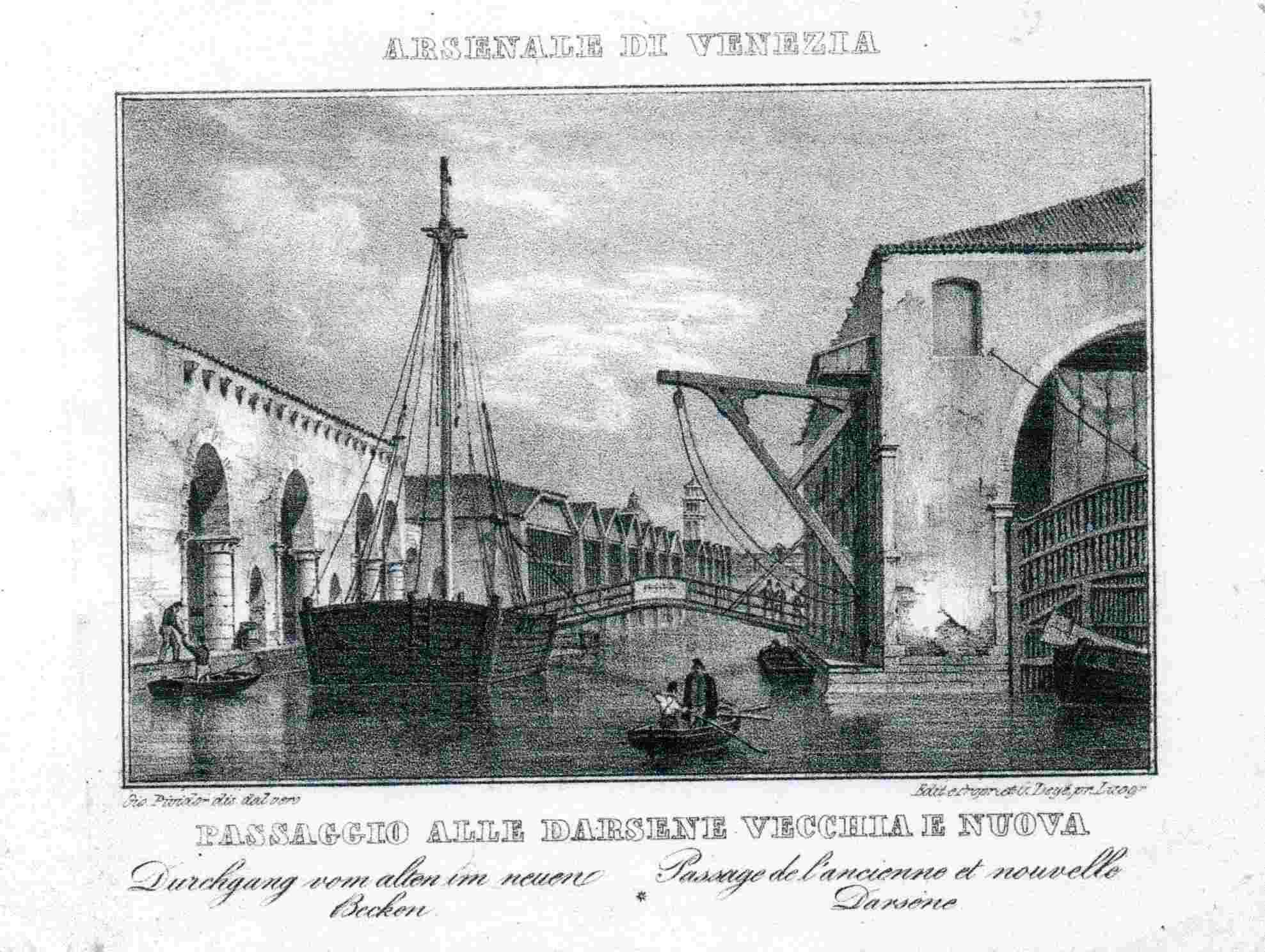
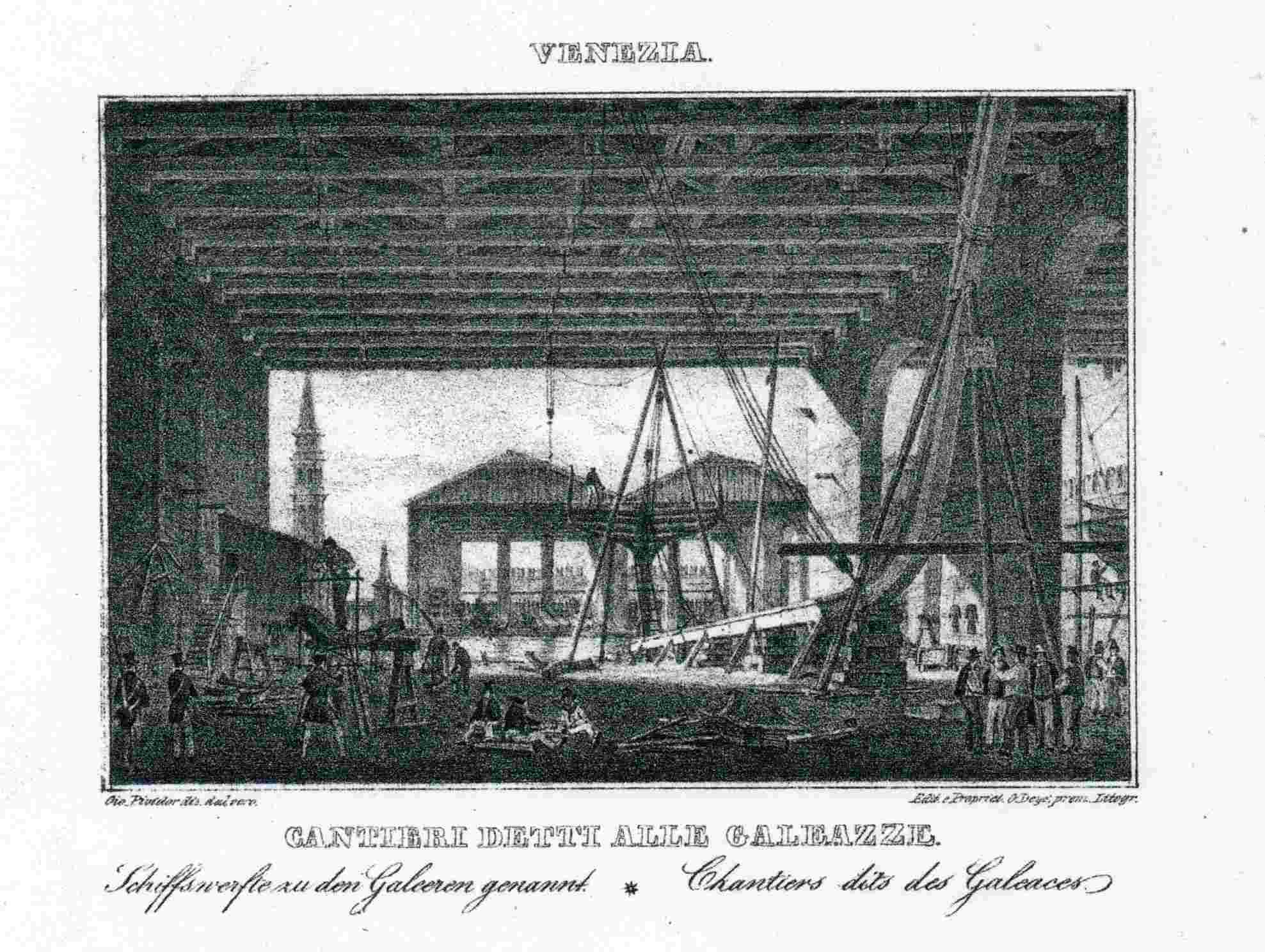
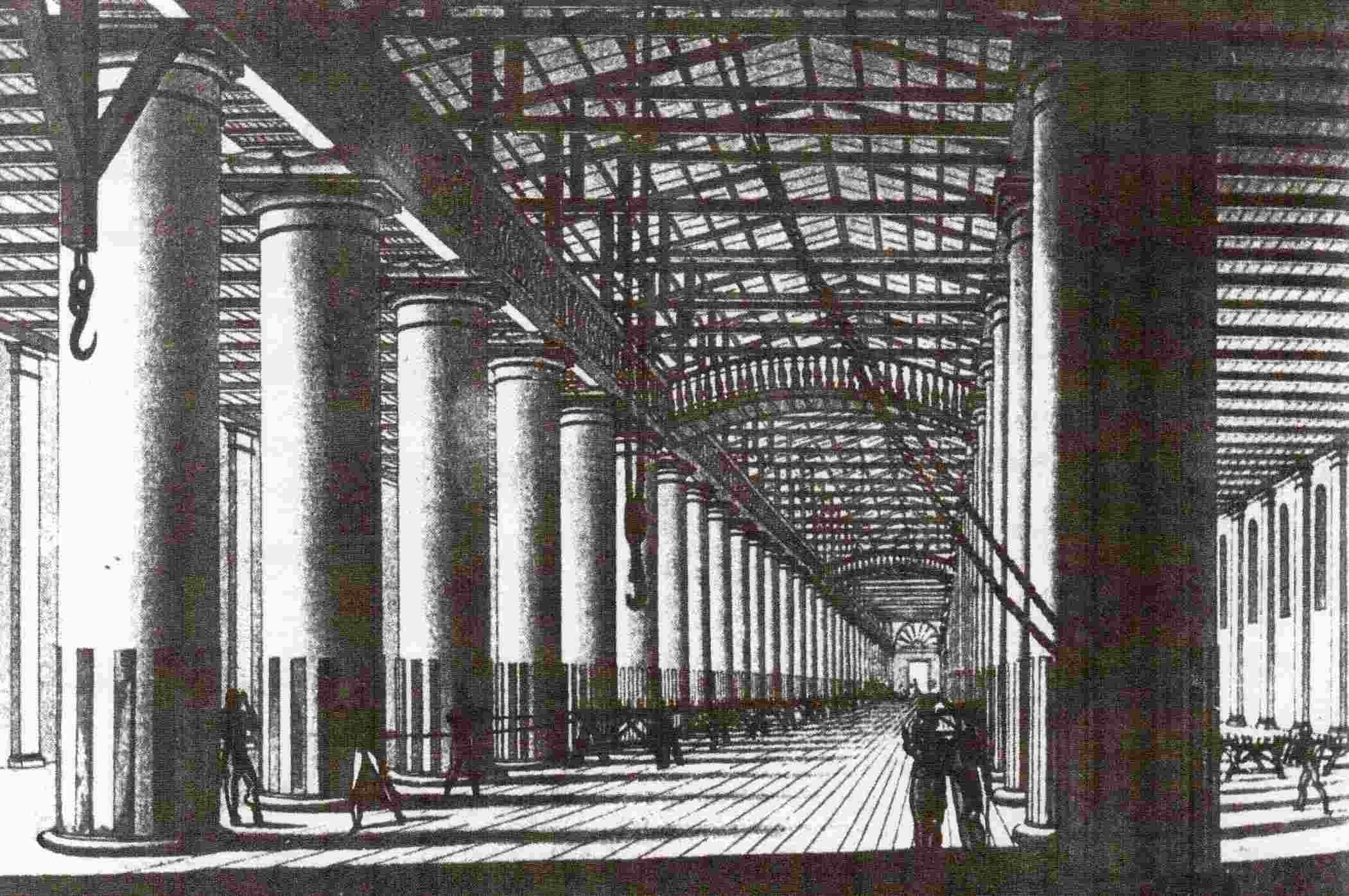
Le corderie
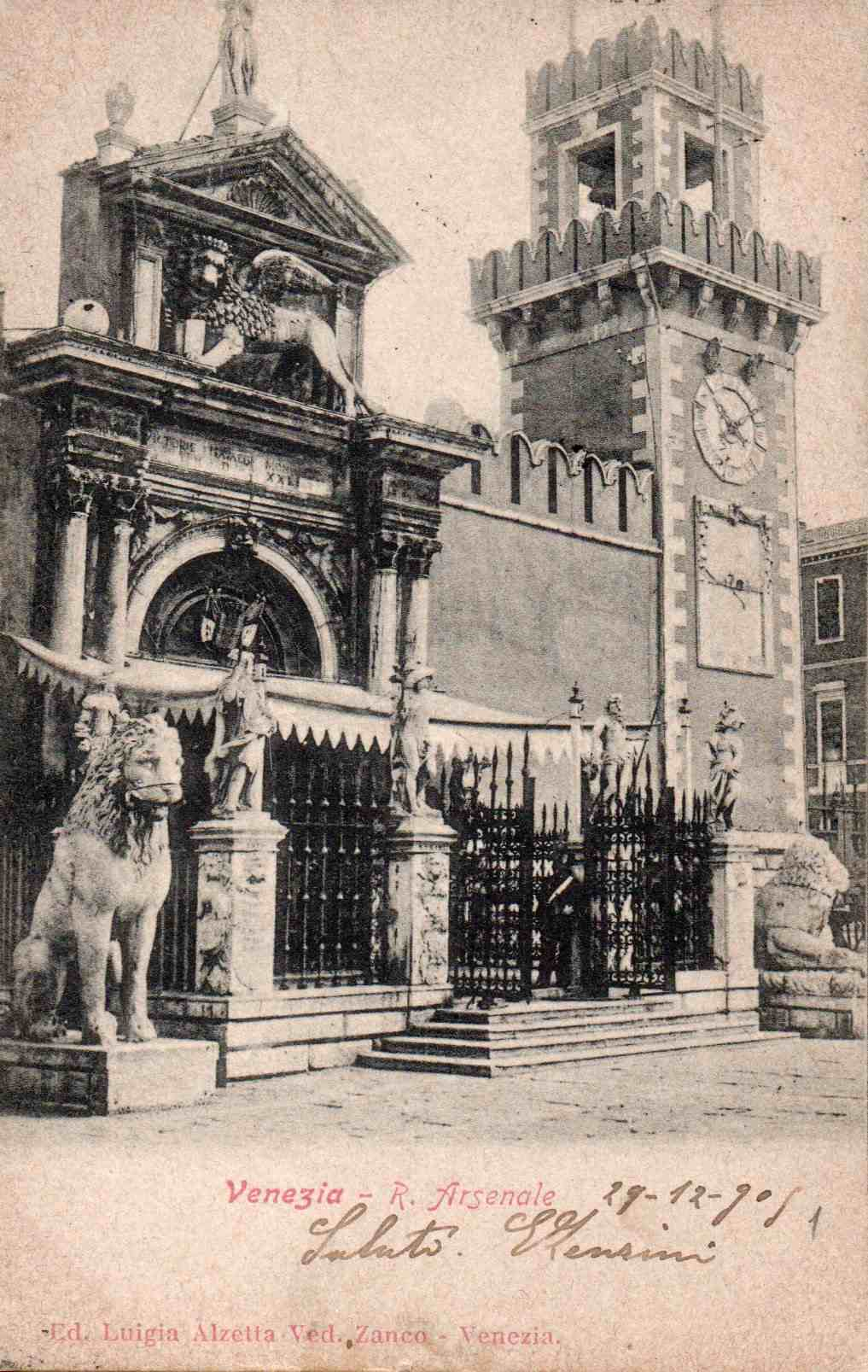
Arsenale, anno 1909
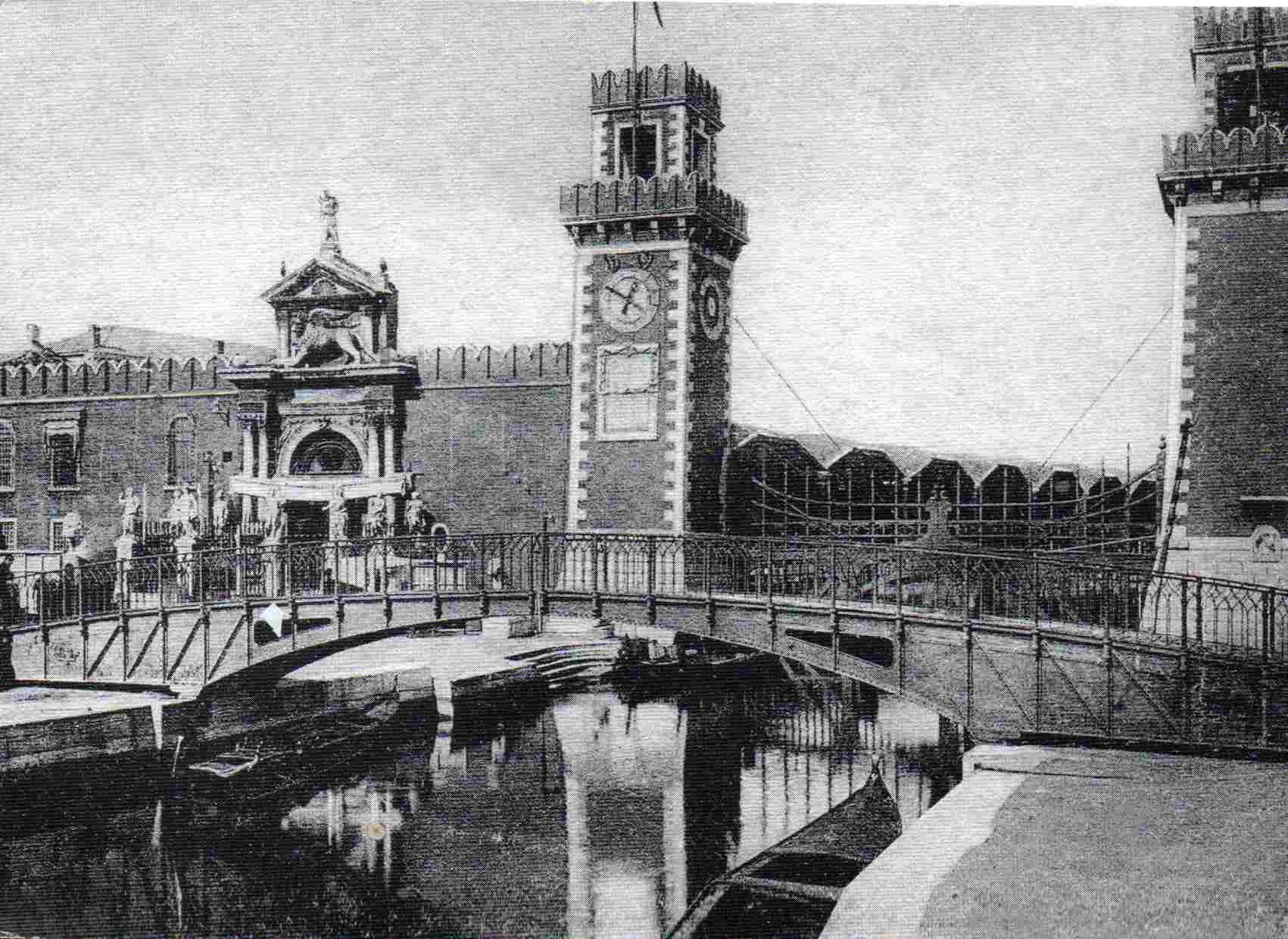
Arsenale, ponte apribile
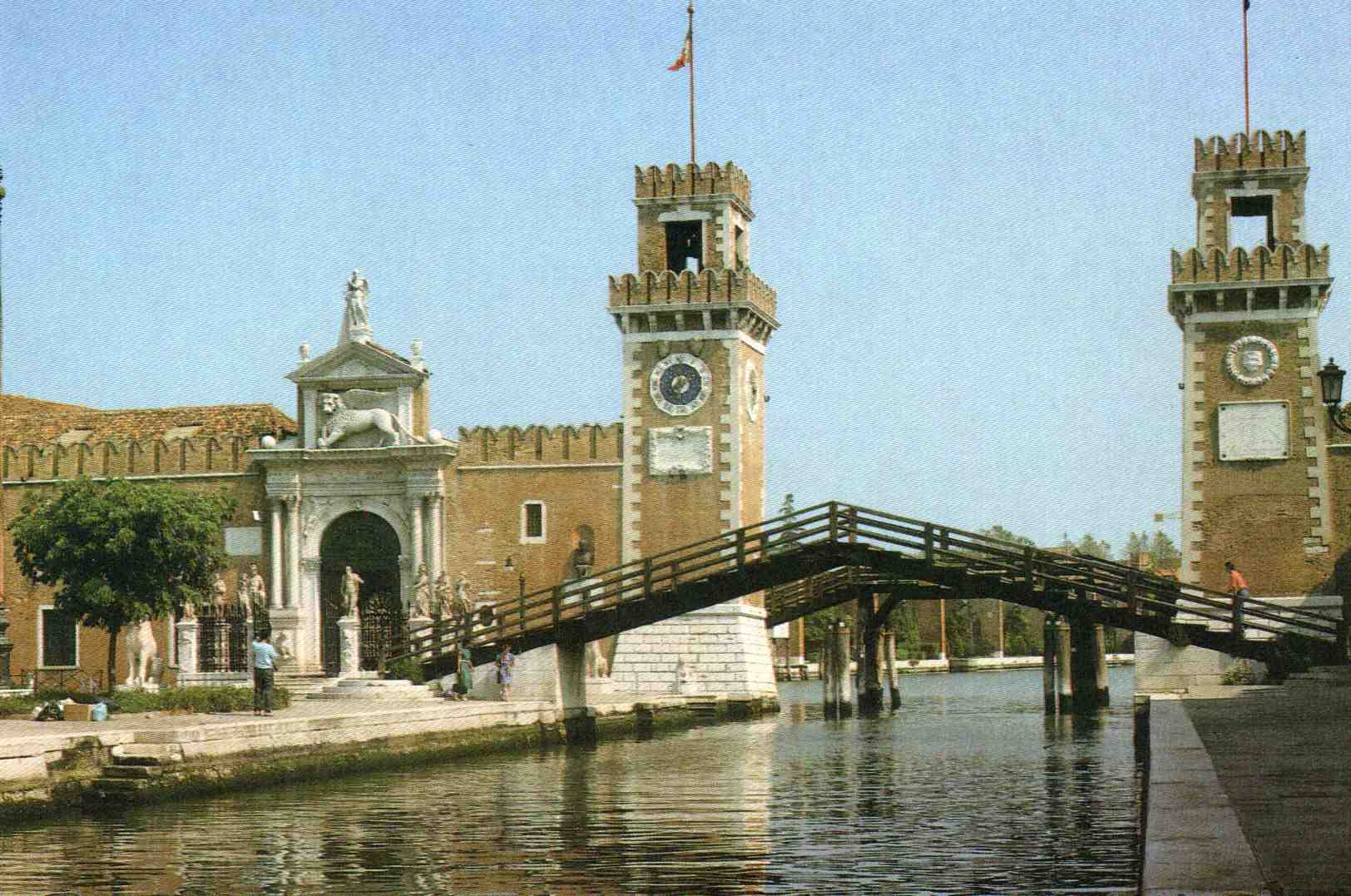